# Ventosa (Vouzela)
Ventosa is een plaats (freguesia) in de Portugese gemeente Vouzela en telt 921 inwoners (2001).